# Disparctia thomensis
Disparctia thomensis là một loài bướm đêm thuộc phân họ Arctiinae, họ Erebidae.